# Chiesa di Santa Barbara (Sassari)
La chiesa di Santa Barbara è un edificio religioso situato Canaglia, frazione di Sassari, nella Sardegna nord-occidentale. Consacrata al culto cattolico, è sede dell'omonima parrocchia e fa parte dell'arcidiocesi di Sassari.